# Francisco Llácer Valdermont
Francisco Llácer Valdermont (Valencia, 1781-Valencia, 8 de julio de 1857) fue un pintor español.

## Biografía
Natural de Valencia, estudió en la Real Academia de Bellas Artes de San Carlos de aquella ciudad, donde alcanzó varios premios siendo aún muy joven. Asimismo, en el concurso organizado en 1802 por la de San Fernando, obtuvo el primero de la tercera clase por la pintura. Fue profesor de la casa de enseñanza de niñas de su ciudad natal, así como primer director de la clase de colorido y composición de la citada Academia de San Carlos.
Lienzos que salieron de su mano y representaban a Judith entrando en Betulia con la cabeza de Holofernes y El salvador y el paralítico fueron a parar al museo provincial. También salieron de su pincel los lunetos de la iglesia parroquial de San Salvador, así como varias pinturas en la capilla de Nuestra Señora de los Desamparados de la misma ciudad.
Falleció el 8 de julio de 1857, cuando contaba 76 años.

## Obras
Lo que sigue es una lista de las obras que se le atribuyen a Llácer Valdermont:
Dibujos
- Ídolo egipcio (1801)
- Mercurio de la Bolsa (1801)
- Fauno de los Albogues (1802)
- Galo moribundo (1802)
- Academias (1804)
- Las Marías llorando ante el sepulcro (1804)
- La muerte de Séneca (1804)
- Estudios de principios (1806)
- Estudio de pintor (c. 1806)

Óleos
- El príncipe de la Paz
- Carlos IV nombra almirante a Godoy (1807)
- Julio César ante el Senado (1807)
- Adán y Eva expulsados del paraíso (1807)
- Retrato de Fernando VII (c. 1808)
- Judith entrando en Betulia con la cabeza de Holofernes (1813)
- El salvador y el paralítico
- La curación del paralítico (1813)
- Tránsito o muerte de san José (c. 1815)
- La glorificación de san José (c. 1815)
- Virgen de los Desamparados
- Frescos camarín de la Basílica de la Virgen (c. 1815)
- Frescos para la capilla de la Comunión de la iglesia de San Martín (c. 1820)
- Altar mayor de la iglesia del Salvador
- Frescos (c. 1820)
- Capilla del palacio arzobispal